# 정상희
정상희(鄭商熙, 1907년 8월 7일 ~ 1981년 3월 7일)는 대한민국의 기업인, 정치인. 삼성전자 초대 대표이사 사장, 제4·5대 국회의원이다. 본관은 온양(溫陽), 자는 신상(神像)이다.

## 학력
- 메이지 대학 법학 학사

## 생애
1907년 고려 선종 때 호부상서(現 기재부 장관)를 지낸 정보천의 후손이다.
1930년 중국 상해 교통대학(交通大學) 1년을 수료하고, 1935년 당시 세계 3위 대학이자 일본 명문대 메이지대학(明治大學)에서 법학 학사 학위를 졸업하였다.
1939년 협신산업상사 대표를 시작으로, 8.15 광복 후 1949년 삼호방직·삼호무역 부사장, 1956년 동화통신사 부사장, 1957년 제일화재해상보험주식회사 사장, 1961년 대한방직협회 이사, 1968년 삼호방직무역주식회사 회장, 1969년 삼성전자 초대 대표이사 사장, 1970년 삼성물산 사장, 동방생명보험 대표이사 등을 지냈다.
1958년 자유당 소속으로 충청북도 중원군 선거구에서 제4대 민의원에 당선되었다. 1960년에는 무소속으로 같은 선거구에서 5대 민의원으로 당선되었다.

## 경력
- 협신산업상사 대표
- 동화통신사 부사장
- 제일화재해상보험주식회사장
- 삼성전자 초대 사장
- 제4대 국회의원(자유당)
- 제5대 국회의원(무소속)
- 대한육상경기연맹 이사장
- 대한올림픽위원회 위원
- 대한체육회 이사장

## 가족 관계
- 장남 : 정재덕 (1931년 ~ 2004년)
- 차남 : 정재은 (1939년 ~ )
- 며느리 : 이명희
  - 손자 : 정용진
  - 손녀 : 정유경
- 삼남 : 정재환

## 역대 선거 결과
|  | 46.97% |

|  | 25.51% |

|  | 31.81% |